# Matt Simons
Matt Simons (Palo Alto, 20 februari 1987) is een Amerikaanse singer-songwriter. Hij speelt onder meer piano en saxofoon.

## Carrière
Simons bracht in 2010 zijn eerste ep uit, getiteld Living proof. Twee jaar later, in juni 2012, volgde zijn debuutalbum Pieces. Hiervan verscheen het nummer Gone als eerste single. In de eerste jaren van zijn carrière kende Simons weinig succes, maar in 2012 brak hij door in Nederland, waar zijn tweede single With you uitgroeide tot een grote hit. Dit was mede te danken aan een uitzending van Goede tijden, slechte tijden uit seizoen 23, waar het lied klonk tijdens het in coma brengen van het personage Bing Mauricius. Het nummer werd tevens uitgeroepen tot 3FM Megahit.
In 2015 en 2016 brak Simons ook in andere landen door, dankzij een remix van zijn nummer Catch & release. Deze remix werd gemaakt door het Nederlandse dj-duo Deepend, nadat Simons zijn originele versie ervan had zien floppen. Catch & release werd in de remix-versie een nummer 1-hit in Vlaanderen, Duitsland en Frankrijk. Ook in Nederland leverde het Simons weer een grote hit op. Zijn tweede album, eveneens Catch & release genaamd, werd ook een succes.
In 2016 nam Marco Borsato een duet op met Simons. Het betrof Borsato's nummer Breng me naar het water, dat voor de gelegenheid een deels Engelstalige tekst kreeg. In 2018 zong Simons samen met Milow het nummer Lay your worry down, dat een hit werd in Vlaanderen.

## Filmografie
- 2013 - Goede tijden, slechte tijden - zichzelf

## Discografie

### Albums
| Album met eventuele hitnotering(en) in de Nederlandse Album Top 100 | Datum van verschijnen | Datum van binnenkomst | Hoogste positie | Aantal weken | Opmerkingen |
| ------------------------------------------------------------------- | --------------------- | --------------------- | --------------- | ------------ | ----------- |
| Pieces                                                              | 2012                  | 19-01-2013            | 23              | 15           |             |
| Catch & Release                                                     | 2014                  | 08-11-2014            | 12              | 44           |             |
| After the Landslide                                                 | 2019                  | 13-04-2019            | 24              | 1*           |             |

| Album met hitnotering(en) in de Vlaamse Ultratop 200 albums | Datum van verschijnen | Datum van binnenkomst | Hoogste positie | Aantal weken | Opmerkingen |
| ----------------------------------------------------------- | --------------------- | --------------------- | --------------- | ------------ | ----------- |
| Catch & Release                                             | 2014                  | 19-09-2015            | 167             | 3            |             |

### Singles
| Single met eventuele hitnotering(en) in de Nederlandse Top 40 | Datum van verschijnen | Datum van binnenkomst | Hoogste positie | Aantal weken | Opmerkingen                                     |
| ------------------------------------------------------------- | --------------------- | --------------------- | --------------- | ------------ | ----------------------------------------------- |
| With You                                                      | 2012                  | 26-01-2013            | 8               | 17           | Nr. 8 in de Single Top 100                      |
| Catch & Release                                               | 2014                  | 15-11-2014            | tip1            | -            | Nr. 100 in de Single Top 100                    |
| You Can Come Back Home                                        | 2015                  | 07-03-2015            | tip3            | -            |                                                 |
| Catch & Release (Deepend remix)                               | 2015                  | 16-01-2016            | 6               | 23           | Nr. 5 in de Single Top 100                      |
| Breng me naar het water                                       | 26-02-2016            | 12-03-2016            | 21              | 10           | met Marco Borsato / Nr. 22 in de Single Top 100 |
| Lose Control                                                  | 2016                  | 03-09-2016            | tip3            | -            |                                                 |
| We Can Do Better                                              | 2018                  | 14-04-2018            | 18              | 11           | Nr. 47 in de Single Top 100                     |
| Open Up                                                       | 2019                  | 20-04-2019            | tip6            | -            |                                                 |
| Better Tomorrow                                               | 2020                  | 03-10-2020            | tip2            | -            |                                                 |
| Ik wist het                                                   | 2022                  | 05-02-2022            | tip25*          |              | met Tabitha                                     |

| Single met hitnotering(en) in de Vlaamse Ultratop 50 | Datum van verschijnen | Datum van binnenkomst | Hoogste positie | Aantal weken | Opmerkingen       |
| ---------------------------------------------------- | --------------------- | --------------------- | --------------- | ------------ | ----------------- |
| Catch & Release (Deepend remix)                      | 2015                  | 15-08-2015            | 1 (5wk)         | 24           | Platina           |
| Breng me naar het water                              | 2016                  | 12-03-2016            | tip3            | -            | met Marco Borsato |
| Lose Control                                         | 2016                  | 03-09-2016            | tip6            | -            |                   |
| When the Lights Go Down                              | 2016                  | 24-12-2016            | tip             | -            |                   |
| We Can Do Better                                     | 2018                  | 07-07-2018            | 29              | 10           |                   |
| Made It Out Alright                                  | 2018                  | 29-09-2018            | tip             | -            |                   |
| Lay Your Worry Down                                  | 2018                  | 10-11-2018            | 28              | 10           | met Milow         |
| Better Tomorrow                                      | 2020                  | 24-10-2020            | tip31           | -            |                   |

### NPO Radio 2 Top 2000
| Nummers met noteringen in de NPO Radio 2 Top 2000 | '13  | '14 | '15  | '16  | '17  | '18  |
| ------------------------------------------------- | ---- | --- | ---- | ---- | ---- | ---- |
| Catch & Release                                   | ×    | -   | 1824 | 773  | 1597 | 1887 |
| With You                                          | 1716 | 938 | 1252 | 1284 | 1738 | -    |

1. ↑  Een '-' betekent dat het nummer niet was genoteerd, een '×' betekent dat het nummer nog niet was uitgebracht en een vetgedrukt getal geeft de hoogste notering van een nummer aan.
2. ↑  2013 was het eerste jaar met een notering voor Matt Simons.
3. ↑  Deze tabel is bijgewerkt tot en met de laatste editie (2024).